# Irish Open 1914
Die Irish Open 1914 waren die 13. Austragung dieser internationalen Meisterschaften von Irland im Badminton. Sie fanden in Dublin statt.	

## Finalresultate
| Disziplin    | Sieger                            | Finalist                                    | Ergebnis          |
| ------------ | --------------------------------- | ------------------------------------------- | ----------------- |
| Herreneinzel | George Alan Thomas                | W. K. Tillie                                | 15–6, 15–11       |
| Dameneinzel  | nicht ausgetragen                 | nicht ausgetragen                           | nicht ausgetragen |
| Herrendoppel | Robert Plews George Alan Thomas   | Frederick A. Kennedy F. F. O'Brien          | 15–9, 9–15, 15–12 |
| Damendoppel  | Lavinia Clara Radeglia C. Pearson | Hazel Hogarth Nora Lambert                  | 15–13, 15–5       |
| Mixed        | George Alan Thomas Hazel Hogarth  | Frederick A. Kennedy Lavinia Clara Radeglia | 15–6, 15–9        |